# Kås Bredning
Kås Bredning er et farvand i Limfjorden syd og sydvest for Mors. I vest afgrænses bredningen af Thyholm og Jegindø; i øst går bredningen over i Sallingsund, og i syd ligger Salling og Venøbugten.
Bredningen har navn efter Kås Hovedgård i Vestsalling.
56°39′N 8°40′Ø / 56.650°N 8.667°Ø